# Малышев, Владимир Михайлович
Владимир Михайлович Малышев (1918—2003) — советский инженер, специалист в области гидротурбиностроения, лауреат Государственной премии СССР (1967).
Родился в Петрограде, внук члена-корреспондента АН СССР М. А. Шателена, правнук драматурга А. Н. Островского.
Участник войны.
С 1945 по 1947 и с 1952 по 1990 г. работал на Ленинградском металлическом заводе (ЛМЗ), с начала 1960-х гг. заместитель главного конструктора конструкторского отдела водяных турбин.
Профессор, преподавал в заводе-втузе.
Лауреат Государственной премии СССР (1967, в составе коллектива) — за создание сверхмощных радиально-осевых турбин Братской ГЭС.
Двое детей: сын Владимир и дочь Ольга.